# Petru al II-lea
Petru al II-lea (Fiul Margaretei Mușata), numit și Petru Mușat[A] (n. secolul al XIV-lea – d. decembrie 1391) de unii istorici, a fost domnul Moldovei între 1375 și decembrie 1391. Petru al II-lea a fost fiul lui Costea[B] și al Margaretei (Mușata) fiica lui Bogdan I.[C]
Pătru-vodă pre urmă-i purceasă pre viță,
Carele-i zic Mușatin în bună priință. (Mitropolitul Dosoftei)

## Domnie
Deoarece Lațcu nu a avut fii, ci doar o fiică, Anastasia, Petru al II-lea succedă la tron fiind nepotul de soră al acestuia.
A fost în bune relații cu regele Poloniei, Vladislav al II-lea Iagello. În 1387, în ziua de Înălțarea Sfintei Cruci printr-un act omagial făcut la Liov, Petru a recunoscut suzeranitatea acestuia. La ceremonie a fost prezent și mitropolitul Kiprian al Kievului.
Petru al II-lea l-a îndemnat și pe Mircea cel Bătrân să încheie o alianță cu Vladislav Iagello, care s-a și încheiat, după negocieri desfășurate între decembrie 1389 și martie 1390 la Radom, Lublin și Suceava, la nivel de egalitate, printr-o alianță militară îndreptată împotriva regelui Ungariei, Sigismund de Luxemburg.

Statuia lui Petru al II-lea, amplasată în Piața 22 Decembrie din Suceava. Inscripția monumentului specifică Petru I Mușat, cum a fost cunoscut de istoriografie până nu demult.

Petru a bătut primele monede moldovenești, groși și jumătăți de groși de argint, care pe o parte aveau un scut cu flori de crin și bare transversale, iar pe cealaltă, capul de bour, iar spre împlinirea organizării statale a creat Mitropolia Moldovei, punând, totodată, bazele relațiilor politice cu Constantinopolul.
În februarie 1388 îl împrumută pe regele polonez cu 3.000 ruble de argint (1388), pentru care i s-a amanetat orașul Halici și Pocuția, o provincie de 8.000 de km pătrați, împrumut ce nu a fost returnat niciodată în întregime.
Petru al II-lea a extins teritorial Moldova mult spre sud. Lui i se atribuie construirea Cetății Sucevei, unde va stabili scaunul domnesc al Moldovei. A construit mănăstirea Bistriței, Cetatea și Mănăstirea Neamțului, biserica Mitropoliei din Suceava și a sprijinit construirea mănăstirii dominicanilor de la Siret, ctitorită de mama sa.
Petru al II-lea a avut doi fii, Roman Petrilovici și Ivașcu.